# 紀伊佐野駅
紀伊佐野駅（きいさのえき）は、和歌山県新宮市佐野三丁目にある、西日本旅客鉄道（JR西日本）紀勢本線（きのくに線）の駅である。

## 歴史
- 1913年（大正2年）
  - 3月1日：新宮鉄道三輪崎 - 勝浦（現・紀伊勝浦）間開業と同時に、佐野村停留場として設置[2]。
  - 4月17日：駅に昇格、佐野村駅となる。同時に交換可能駅[3]化。
- 1934年（昭和9年）7月1日：新宮鉄道の国有化により、紀勢中線の駅となる[1]。同時に秋津野駅に改称。
- 1940年（昭和15年）8月8日：路線改称により紀勢西線所属となる[1]。
- 1942年（昭和17年）4月1日：紀伊佐野駅に改称[3]。
- 1945年（昭和20年）8月：巴川製紙所新宮工場が操業開始。この頃、当駅から工場までの専用線が運用開始。
- 1959年（昭和34年）7月15日：再度の路線改称により紀勢本線所属となる[1]。
- 1986年（昭和61年）11月1日：旅客の職員配置を廃止（旅客の面では無人駅に）[4]。駅員は貨物の職員のみとなる。
- 1987年（昭和62年）4月1日：国鉄分割民営化に伴い、西日本旅客鉄道（JR西日本）と日本貨物鉄道（JR貨物）が継承[1]。
- 1994年（平成6年）9月28日：専用線においてコンテナ貨物の取扱を開始[3]
- 1995年（平成7年）9月30日：巴川製紙所新宮工場の閉鎖により貨物列車の発着が廃止される[5][6]。翌1996年（平成8年）3月16日のダイヤ改正により設定も廃止[3]。
- 2008年（平成20年）4月1日：JR貨物の駅が廃止され、貨物取扱が正式に終了。
- 2021年（令和3年）3月13日：ICカード「ICOCA」の利用が可能となる[7]。

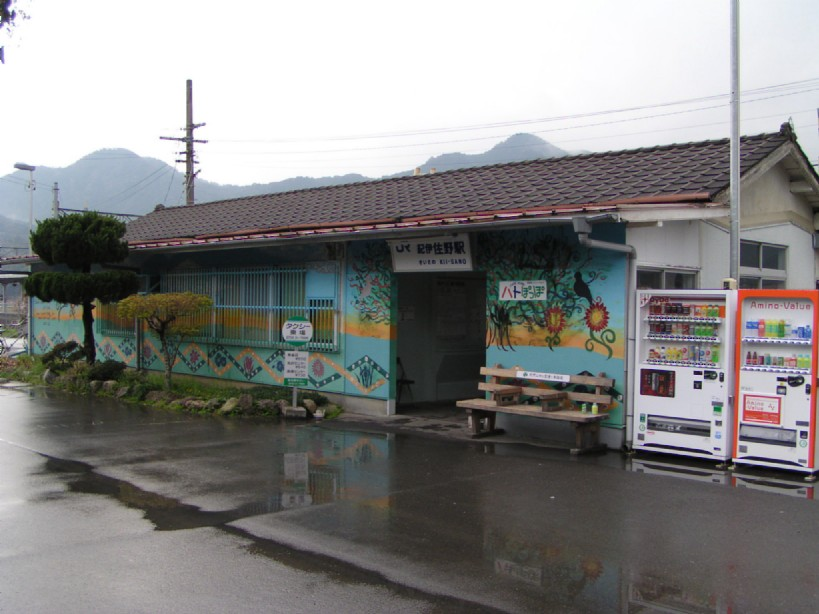
リニューアル前の駅舎（2005年4月）

## 駅構造
島式ホーム1面2線を有し、交換設備を備えた地上駅。駅舎は線路東側にあり、ホームへは遮断機・警報機付構内踏切で連絡している。ホームは狭い。
木造駅舎が残る。駅舎の外壁には駅近くにある和歌山県立新宮商業高等学校（現・和歌山県立新翔高等学校）の美術部により、派手な壁画が描かれていたが、白くされている。駅舎の内部には待合所が二部屋あり、大きい方は内壁が水色のペンキで塗り潰されており、出札口も上に板を被せた状態で、そのままペンキで塗り固められてしまっている。小さい方は大きい待合室の角に出入口があり、内部は狭い中に机や椅子が多く置かれている。
新宮駅管理の無人駅。改札口近くに自動券売機が一台設置されており、近距離の乗車券を買うことが出来る。2021年3月13日よりICOCAが利用可能となっている。トイレが外にある。

### のりば
| のりば | 路線       | 行先                           |
| ------ | ---------- | ------------------------------ |
| 1      | きのくに線 | 紀伊勝浦・紀伊田辺・和歌山方面 |
| 2      | きのくに線 | 新宮方面                       |

- 上表の路線名は旅客案内上の名称（愛称）で表記している。なお、駅舎側が1番のりばである。

## 利用状況
近年の1日平均乗車人員は以下の通り。
| 年度   | 1日平均 乗車人員 |
| ------ | ---------------- |
| 1998年 | 521              |
| 1999年 | 475              |
| 2000年 | 409              |
| 2001年 | 408              |
| 2002年 | 391              |
| 2003年 | 346              |
| 2004年 | 325              |
| 2005年 | 343              |
| 2006年 | 332              |
| 2007年 | 309              |
| 2008年 | 287              |
| 2009年 | 265              |
| 2010年 | 280              |
| 2011年 | 255              |
| 2012年 | 269              |
| 2013年 | 266              |
| 2014年 | 249              |
| 2015年 | 250              |
| 2016年 | 244              |
| 2017年 | 259              |
| 2018年 | 258              |
| 2019年 | 229              |
| 2020年 | 196              |
| 2021年 | 204              |
| 2022年 | 187              |

## 駅周辺
当駅と三輪崎駅の間の海岸には新宮港がある。また当駅から南に少し行った線路沿いには、かつてこの駅から専用線が分岐していた巴川製紙所新宮工場があったが、現在は大型ショッピングセンター（コスモ石油・オートバックス・ユニクロ・ケーズデンキ・マクドナルドなどの店舗や映画館なども併設）であるスーパーセンターオークワ南紀店となっている。三輪崎駅附近から当駅の附近までは市街地が続いており、紀勢本線線路の海側には家々を数多く見ることが出来る。
- 新宮佐野郵便局
- 和歌山県立新翔高等学校
- 佐野王子
- 佐野川
- スーパーセンターオークワ南紀店
- 国道42号

## 隣の駅
西日本旅客鉄道（JR西日本）
 きのくに線（紀勢本線）
三輪崎駅 - 紀伊佐野駅 - 宇久井駅